# Renzo Sicco
Renzo Sicco es un dramaturgo italiano.
Es el director artístico de Assemblea Teatro de Turín.

## Biografía
Es el autor de El funeral de Neruda y Más de mil jueves.
La obra de teatro El funeral de Neruda basada en la vida de Pablo Neruda fue presentada en varios países. Y tuvo críticas positivas, como la de la profesora María Verónica Atton Bustamante que lo consideró como una obra significante por tener literatura, historia y memoria.
Por su parte la obra Más de mil jueves basada en la historia de las Madres de Plaza de Mayo, se trata de un unipersonal interpretado por Annapola Bardeloni que escenifica la historia política argentina
Sicco fue galardonado con el Premio Legión del Libro otorgado por la Cámara Uruguaya del Libro.

## Libros
- 2006, Más de mil jueves
- 2013, El funeral de Neruda